# Rui Manuel César Costa
|  | No s'ha de confondre amb Rui Alberto Faria da Costa. |

Rui Manuel César Costa (Lisboa, 29 de març de 1972) més conegut com a Rui Costa, és un exfutbolista portuguès. Actualment és director esportiu de l'SL Benfica.

## Trajectòria esportiva
Format en les categories inferiors del SL Benfica, va debutar a l'AD Fafe el 1989 abans de tornar al Benfica, on va guanyar la Copa de Portugal el 1993 i la Superliga el 1994. També va fixar pel AC Fiorentina d'Itàlia, on va guanyar la Copa d'Itàlia i la Supercopa italiana, el 1996.
El 2001 va fitxar per l'AC Milan, on va guanyar la Lliga de Campions, la Copa d'Itàlia (2003) i un Scudetto, en 2004.
El 2006 va tornar al club del seu cor, el Benfica, signant un contracte en blanc i demostrant així el seu amor pel club que va apostar per ell i on es va formar. Ja un episodi d'aquest gènere s'havia manifestat abans quan en un amistós en el qual Rui Costa jugava amb la Fiorentina contra el Benfica a Lisboa, va marcar-li un gol a l'equip local i en comptes de celebrar-lo va fer tot el contrari, es va posar a plorar i a demanar disculpes per marcar-li un gol al Benfica a Lisboa.
Amb la Selecció va guanyar el Mundial Sub-20 de (1989) i el Mundial Sub-20 (1991). A més va jugar el Mundial de 2002 i les Eurocopes del 2000 i 2004, en aquesta última anunciant que es retirava de la selecció.